# Sentit (biologia molecular)
En biologia molecular, el sentit és un concepte general que s'utilitza per comparar la polaritat de les molècules d'àcids nucleics, com l'ADN o l'ARN, amb altres molècules d'àcids nucleics. Segons el context dins de la biologia molecular, el sentit es pot referir a coses lleugerament diferents.

## Sentit de l'ADN
Els biòlegs moleculars anomenen una cadena única o seqüència d'ADN com a cadena sentit (o sentit positiu (+)) si una versió en ARN de la mateixa seqüència és traduïda o traduïble en proteïna, i el seu complement és denominat antisentit (o sentit negatiu (-)). A vegades es fa servir el terme cadena codificant; tanmateix, l'ARN codificant i l'ARN no codificant poden ser transcrits de manera similar d'ambdues cadenes, i en alguns casos és transcrit en ambdues direccions a partir d'una regió promotora comuna, o és transcrit de dins d'introns a les dues cadenes.

### ADN antisentit

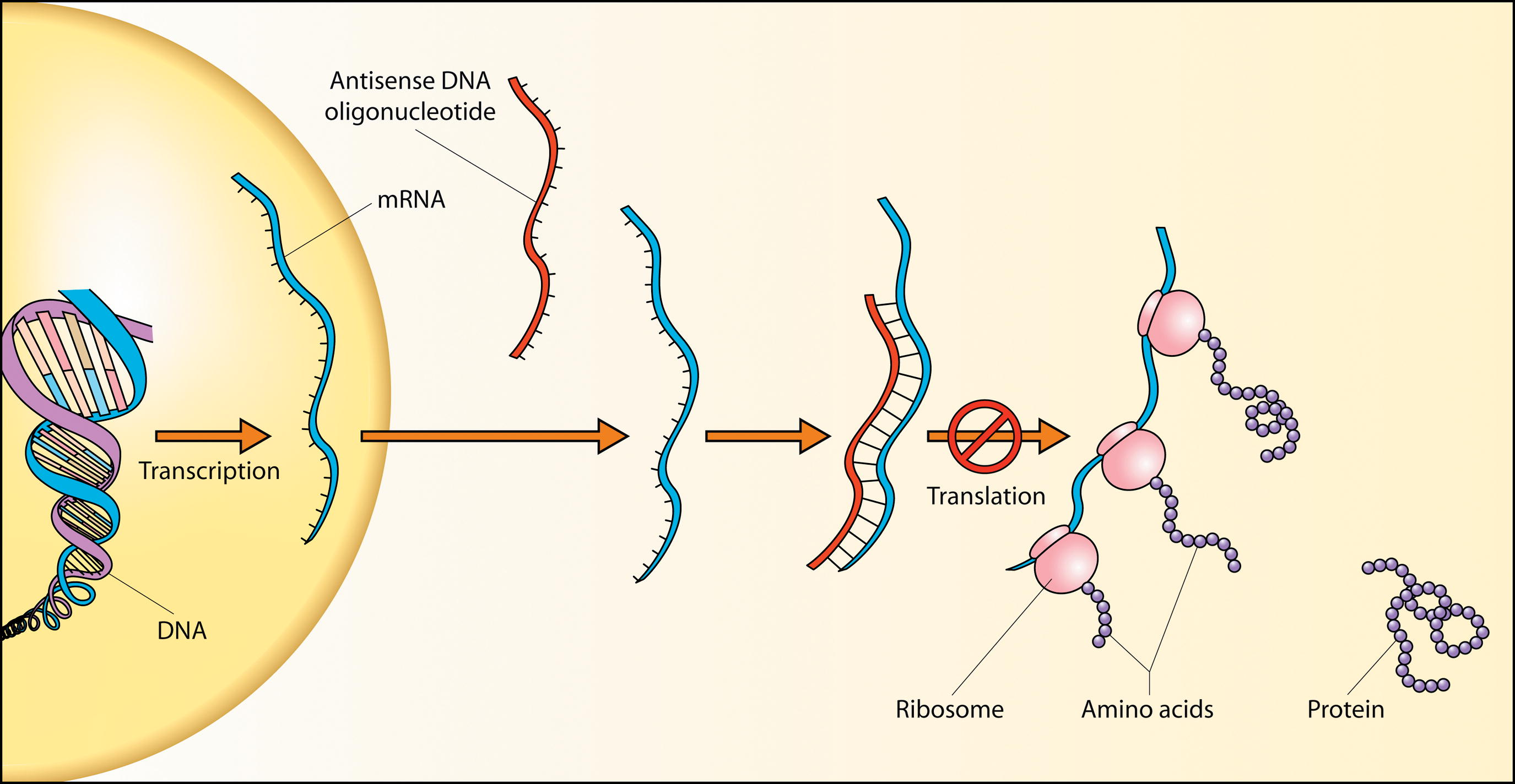
Aquest esquema mostra com les cadenes d'ADN antisentit poden interferir amb la traducció de proteïnes.

Les molècules antisentit interaccionen amb les cadenes complementàries dels àcids nucleics, modificant l'expressió dels gens.
Algunes regions d'una cadena doble d'ADN codifiquen gens, que habitualment són instruccions que especifiquen l'ordre dels aminoàcids en una proteïna, juntament amb seqüències reguladores, llocs de splicing, introns no codificants i altres detalls complicats. Perquè una cèl·lula utilitzi aquesta informació, una cadena de l'ADN serveix de plantilla per la síntesi d'una cadena complementària d'ARN. La cadena d'ADN que serveix de plantilla rep el nom de cadena transcrita amb la seqüència antisentit i es diu que el transcrit d'ARNm és la seqüència sentit (el complement de l'antisentit). Com que l'ADN és bicatenari, la cadena complementària de la seqüència antisentit rep el nom de cadena no transcrita i té la mateixa seqüència que el transcrit d'ARNm (tot i que les bases T de l'ADN són substituïdes per bases U en l'ARN).
Cadena 1 d'ADN: cadena sentit
Cadena 2 d'ADN: cadena antisentit (copiada en)→ cadena d'ARN (sentit)
S'han desenvolupat moltes formes d'antisentit i es poden categoritzar a grans trets en antisentits enzim dependents o antisentits blocants estèrics.
Els antisentits dependents d'enzims inclouen formes dependents de l'activitat de l'ARNasa H per degradar l'ARNm diana, incloent-hi l'ADN monocatenari, l'ARNm antisentit i el fosforotioat antisentit. El sistema hok/sok dels plasmidis R1 és un exemple de procés de regulació de l'ARNm antisentit, a través de la degradació enzimàtica del dúplex d'ARN resultant. L'ARN bicatenari actua com a antisentit enzim dependent via la ruta ARNi/ARNsi, que implica el reconeixement de l'ARNm diana per mitjà d'aparellament de cadenes sentit-antisentit seguit de la degradació de l'ARNm diana pel complex silenciador induït per l'ARN (RISC).